# Sachsenhausen koncentrationslejr
Sachsenhausen var en koncentrationslejr i Nazi-Tyskland. Den blev åbnet 12. juni 1936 i Oranienburg, 35 kilometer nord for Berlin. Grunden var på 31 hektar, men blev gradvis udvidet. Sachsenhausen var den første lejr der blev opført, efter at Reichsführer-SS Heinrich Himmler var blevet udnævnt til leder af det tyske politi i 1936.
Efter krigen overtog Sovjetunionen lejren og brugte den fra 1945 til 1950 som fangelejr for nazistiske krigsforbrydere og formodede antikommunister.

## Lejrens historie
Sachsenhausen blev opkaldt efter et kvarter i byen Oranienburg og blev anlagt i udkanten af byen. På indgangsporten står sloganet Arbeit macht frei (= Arbejde gør fri), også kendt fra andre lejre, såsom Auschwitz.
I sommeren 1936 blev der i fyrreskoven ved Oranienburg fældet træer og bygget en beboelsesbarak. 12. juli blev der indkvarteret en forkommando på 50 fanger fra koncentrationslejren Esterwegen i Emsland. I de næste seks uger ankom yderligere tre transporter på hver tre hundrede fanger derfra. De næsten tusind fanger begyndte at bygge Sachsenhausen. Senere kom der fanger fra koncentrationslejrene Lichtenburg og Sachsenburg, samt fanger direkte fra Gestapo.
Lejrens 31 hektar var omgivet af pigtrådshegn. I løbet af et år nåede lejren op på 126 hektar, da der blev bygget SS-kaserner, industribygninger og to SS-boligområder. Ved lejrens befrielse i 1945 var området på over 388 hektar. Galgen stod oprindeligt ved appelpladsen, men blev flyttet pga. klager fra naboerne, der kunne se henrettelserne fra deres vinduer. Civile, der boede lige ved lejren, havde rejseforbud som et forsøg på at forhindre dem i at bringe videre, hvad der foregik i lejren. Fangen, der skulle hænges, sad måske i dagevis i barak 15. Før henrettelsen blev fangen lagt over en træbuk, fødderne spændt fast i en blykasse og kroppen hejst op, så han ikke kunne røre sig. Han blev derefter tildelt mindst femten stokkeslag af en Schläger, før han blev hængt. En gang fik en fange henved 100 stokkeslag, og midt under hængningen råbte en hollandsk student blandt fangerne: "Og det her er Goethes land!" Han blev straks grebet af SS'erne.
Om natten var lejren blikstille. En vagt på cykel kørte rundt om lejren og standsede ved hvert vagttårn. Vagtposterne i tårnet råbte: "Nichts Neues" (= Intet nyt). Cyklisten forholdt sig tavs. Han skulle komme uanmeldt for at kontrollere mørklægningen og for at sikre, at vagterne holdt sig vågne.
1. februar 1945 gav Gestapo-chef Heinrich Müller lejrkommandanten Anton Kaindl ordre til at ødelægge lejren og slette alle spor. Syge, arbejdsudygtige og de farligste politiske fanger skulle straks dræbes. Specielt var SS bange for, at de mest centrale politiske fanger skulle falde i sovjetiske hænder. Allerede natten til 2. februar begyndte massakren. Henved 200 fanger blev skudt i Station Z, blandt dem 60 sovjetiske officerer. Også nitten politimænd fra Luxembourg blev skudt, fordi de ikke ville gå ind i Wehrmacht. Frem til 22. februar 1945 blev cirka 4.000 fanger henrettet. Flere gange om ugen ankom en kurér fra Berlin med navne på politiske fanger, der skulle henrettes.
Lejren skulle bruges som model for andre lejre som Auschwitz og Buchenwald. Sachsenhausen rummede i begyndelsen kun NSDAPs politiske modstandere som kommunister, socialdemokrater og andre anti-nazister, men senere også andre, som Hitler så som trusler mod det tyske folk. Lejren tjente som uddannelsessted for SS'ere, der skulle arbejde i koncentrationslejre.

## Fanger
SS gav fangerne en slags "indre selvstyre", der spillede politiske fanger (med en rød vinkel på fangedragten) ud mod kriminelle (med grøn vinkel) og asociale (sort vinkel – de var arresteret for druk eller prostitution, og i særlig grad sigøjnere). Homoseksuelle havde en lyserød trekant og blev hurtigt dræbt. Jøder havde en rød og gul trekant over hinanden i stjerneform. Jehovas Vidner gik med en violet trekant. Et tretal betød, at fangen var utilregnelig.
Fangerne udgjorde tre kategorier: Dem, der skulle leve, og dermed blev registreret både på et kartotekkort og et spørgeskema. Dem, der straks skulle dø, og kun blev skrevet op på et skema. Til sidst "indianerne", der ankom lejren bemalet i ansigtet og som regel i lænker. For dem var der forlangt dødsdom, og de fik en særlig brutal behandling indtil afgørelsen forelå. Fristen var på tre måneder, men de fleste var omkommet længe inden.
Om sommeren skulle alle stå op klokken 4, om vinteren klokken 5. Der var ingen morgenmad, men der blev hentet erstatningskaffe i tyveliters kedler. De udsultede russiske fanger blev ofte forbrændt, fordi de var for svage til at bære kedlerne. Klokken 6 måtte fangerne tage opstilling til morgenappel, fem og fem i hvert geled, efter system, der gjorde, at hvis en af 30.000 fanger manglede, kunne tyskerne straks se, hvilken barak han kom fra. Klokken 7 var der udmarch til arbejdskommandoen. Klokken 12 var der suppe kogt på den kål, SS havde kasseret.
Lejren var beregnet til 12.000 fanger, men på et tidspunkt nåede tallet op på 60.000 på en gang. Fra 1936 til 1939 var fangerne tyskere, først og fremmest kommunister og socialdemokrater. I alt cirka 200.000 fanger fra fyrre nationer endte her. Det faktiske dødstal er ukendt, men antages at ligge omkring 50.000. Frem til årsskiftet 1942-43 var forholdene specielt dårlige med høj dødelighed. Derefter bedredes forholdene noget, fordi fangerne blev vigtige som tvangsarbejdere i rustningsindustrien. Skandinaverne fik nu Røde Kors-pakker hjemmefra. Pakkerne fra Danmark var på fem kilo og indeholdt knækbrød, vitaminer og æske-ost; pakker fra Norge tran og saltet sild eller tørfisk. Svensk Røde Kors sendte fra sommeren 1943 pakker på ti kilo og fra efteråret også tøj, sendt til navn og nummer, men de pakker blev åbnet af lejrledelsen og først uddelt efterhånden. Fra efteråret 1943 sendte Portugals Røde Kors-dåser med sardiner eller tunfisk i olie. Quisling forbød fra det tidspunkt Norges Røde Kors at sende pakker til nordmænd i tysk fangenskab, men han kunne ikke forhindre dem i at modtage pakker fra dansk, svensk og portugisisk Røde Kors. Også fra Egypten kom der hjælpepakker.
Lejrens fanger blev lejet ud til de nærliggende gårde. Her traf de ældre tyske bønder, der ikke var nazister, og som hjalp fangerne til ekstra mad.
Der var omkring 2.000 kvinder i lejren bevogtet af kvindelige SS-fangevogtere. For hver ti mandlige SS-fangevogtere, var der én kvindelig. For ikke-jødiske fanger var der også et bordel i lejren.
Henrettelsesafdelingens (Station Z) krematorie blev forsynet med et lille gaskammer i 1943. Når fangerne var brændt i krematorieovnene, blev asken som regel smidt i den nærliggende Oder-Havel-Kanal.

### Skoløberkommandoen
Skoløberkommandoen var en straffekommando, hvor fanger, der var beskyldt for spil, dovenskab, byttehandel, tyveri af mad fra kantinen eller homoseksuelle handlinger, blev sat til at marchere dagen igennem for at udprøve forskellige såletyper for tyske skomærker som Salamander,  Bata og Leiser. Læder var rationeret, så forskellige erstatninger blev afprøvet. Gummisåler klarede over 3.000 km, tilsvarende 75 dages marcheren; læderfiberstoffer knapt 1.000 km; mens bøjelige såler af PVC fra IG Farben klarede 2.000 km. Alt blev nøje protokolført, bortset fra antal omkomne. Man anslår dog, at op til tyve mennesker omkom i skoløberkommandoen – dagligt. Det tyske erhvervsministerium finansierede udprøvningen med seks rigsmark per fange per dag. Det var kun tilladt at fremstille kunstlæder, der havde bestået testen i Sachsenhausen.
En strækning på 700 m af skoløberbanen blev rekonstrueret omkring 1961. Løbebanen var tænkt som et tværsnit af de veje, tyske soldater skulle marchere på: 58 % beton, 10 % grus, 12 % løs sand, 8 % ler under vand, 4 % puksten, 4 % grov sten og 4 % brosten. Skomagermester Ernst Brennscheidt  fra Sensburg byggede kommandoen op fra 120 fanger til 170. Han var aldrig medlem af NSDAP eller SS, men berygtet for sin grusomhed. Han drev tempoet op og forlængede den daglige strækning til et "marathon" (mere end 40 km). Fangerne måtte bære en rygsæk på 12,5 kg for at belaste sålerne yderligere. Ofte fik de for trange sko på, eller sko af forskellige størrelse på højre og venstre fod. Hver tiende km blev sålerne undersøgt. Fangerne måtte ofte sat til at gøre knæbøjninger eller krybe, selv om de udsultede mennesker allerede var helt udkørte. Brød en fange sammen, pudsede Brennscheidt sin schæferhund på ham.
I dagene 17.-20. november 1944 lejede Kriegsmarine kommandoen til udprøvning af stoffer, der kunne holde ubådmandskaber vågne fire døgn i stræk. Kl 20:30 den første aften delte marinelæge Hans-Joachim Richert  kæmpedoser ud til hver enkelt: 50-100 mg rent kokain i pilleform; 20 mg som tyggegummi eller 20 mg metamfetamin, også som tyggegummi. En halv time senere, når virkningen blev mærkbar, startede en march natten igennem. Den tyveårige Günther Lehmann var den eneste, der stadig var på benene næste formiddag kl 11, efter 96 km. Fangerne var vågne hele dagen; om aftenen fik de igen den samme dose, men slap for at gå. I stedet tilbragte de denne og de næste to nætter med at spille kort og sludre med hinanden. Den næste gruppe fik det endnu strengere, for Lehmanns rekord blev nu standarden: Hvis de ikke klarede 90 km, blev de skudt. Dr Richert noterede: "Naturlige anlæg og vilje bliver i hovedsag overvundet af lægemidlets virkning." De afmagrede fanger var forvandlet til vandrende robotter. Dr Richerts anbefalede dose for fire døgns vågen tilstand lød på kokainsalt og kokainbase, begge som 20 mg i tyggegummi. Efter krigen løj marinens sanitetstjeneste om, at den ikke havde haft noget med SS at gøre; og den blev derfor aldrig tiltalt under lægeprocesserne i Nürnberg.

### Kamp om lejrledelsen
I 1942-44 kæmpede de 'kriminelle' og politiske fanger om magten. De 'kriminelle' og 'asociale' styrede frem til sensommeren 1943, da der blev afsløret en omfattende svindel i fangeledelsen, som blev afsat. SS havde mistanke om, at de 'kriminelle' solgte guld, diamanter og valuta. Værdierne blev fundet i de ladninger med tøj og sko, der blev sendt til Sachsenhausen efter at være blevet stjålet fra de jøder, som blev dræbt i gaskamrene i blandt andre Auschwitz. I Sachsenhausen snittede fangerne i lejrens skofabrik sko og støvler op til fremstilling af skotøj. Alle de fundne værdisager skulle leveres til SS, men nogle fanger stak dem til side, og medskyldige fra SS brugte pengene til at købe ejendomme for. Da SS var indblandet i svindelen, sendte Gestapo folk til lejren for at undersøge sagen. De politiske fanger overtog nu den interne ledelse og indsatte kommunistiske barakchefer (Lagerälteste = lejrens ældste).
Sommeren 1943 foretog den 'kriminelle' lejrledelse en skinmanøvre for at bortlede opmærksomheden fra svindelen. Ledelsen havde spioner, der kom i kontakt med misfornøjede nordmænd, som røbede, at de kommunistiske tillidsmænd gav Røde Kors-pakker til sovjetterne. De 'kriminelle' indleverede nu et anklageskrift til SS-manden Kolb, der rev det itu og kaldte anklagen grundløs. Men da repræsentanter for Gestapos særkommission kom på inspektion i lejren, fik de en kopi. De sendte spioner til lejren i efteråret 1943. Vigtigst var den 40-årige 'asociale' Samuel Kuhnke. I foråret 1944 fik han spredt rygter om at kommunisterne i lejren planlagde en massakre. Mange politiske fanger blev arresteret og underkastet grov tortur. I marts fandt SS-ledelsen en skjult radio og antifascistiske flyveblade. Den interne lejrledelse blev udskiftet og bestod fra sommeren 1944 af forbryderne Kuhnke og Kurt Bayer.
Med sine falske anklager var Kuhnke skyld i, at 27 tillidsmænd 11. oktober 1944 blev skudt, deriblandt tre rigsdagsmedlemmer, mens 102 kommunister blev sendt til Mauthausen. Han blev også selv dømt og sendt med det samme tog. SS tildelte ham 25 stokkeslag, før han 20. oktober blev sendt til Mauthausen. Kuhnke fik ved afrejsen et spark og hilsenen: "Dit svin, nu kan du rejse sammen med dine egne ofre." Imidlertid overlevede han opholdet i Mauthausen. Den norske fange Finn Meland opsporede ham i 1946 i en flygtningelejr i Sydtyskland. Kuhnke havde falske papirer, men tilstod sin identitet under trussel om udlevering til russerne. I 1948 blev han idømt ti års fængsel.

### Kendte fanger
15. september 1939 skete den første officielle henrettelse. Tyskeren August Dickman, medlem af Jehovas Vidner, blev henrettet ved skydning. SS håbede, at det ville få trosfællerne til at gå ind i hæren. SS forfejlede dog målet med deres aktion.
Præsten Martin Niemöller, modstander af nazisternes overgreb mod kirken og forfatter til digtet Først kom de... var fange i lejren. Også Herschel Grynszpan, der stod bag attentatet på en tysk diplomat i Paris, der gav anledning til Krystalnatten i Tyskland i 1938, sad en kort tid i lejren.
Aksel Larsen, tidligere formand for Danmarks Kommunistiske Parti og senere stifter af partiet Socialistisk Folkeparti, sad i lejren.
Yakov Dzhugashvili, Stalins ældste søn, var fange. Tyskerne tilbød Stalin at sende ham hjem i bytte mod feltmarskal Friedrich Paulus, men det afslog Stalin, da han mente, det ville være umoralsk overfor andre russiske forældre med børn i tysk fangenskab. Stalins søn døde under uopklarede omstændigheder den 14. april 1943. Muligvis begik han selvmord ved gå ud i "ingenmandsland", hvor fangevogterne havde ordre om at skyde.

### Fanger fra andre lande
I løbet af 1941 og 1942 kom over 20.000 sovjetiske krigsfanger til Sachsenhausen, hvad lejren slet ikke kunne rumme. Over 14.000 af dem blev skudt i et Genickschussanlage (= nakkeskudsanlæg), tyskerne havde bygget ved siden af krematoriet og udstyret, så det lignede et lægekontor. En efter en blev fangerne kaldt ind i "lægekontoret" og stillet op ad væggen, hvor de blev skudt i nakken med en pistol gennem et hul i væggen af en bøddel i naboværelset. Høj musik sørgede for, at de ventende fanger ikke hørte skuddene. Mange var ankommet lejren kun nogle timer forinden. Ellers var sovjetiske fanger stuvet sammen i seks barakker med pigtråd om. Vinteren 1941-42, hvor der var op til 30 graders kulde to uger i træk, lå sovjetterne på det bare gulv, uden halm under sig, og uden tæpper over sig. Der var hverken ovn, bord eller bænk i deres barakker. Mens andre fanger var fra tre til seks om et brød på halvandet kilo, var sovjetterne tolv mand om den samme ration. Den margarine, marmelade og pølse, som de efter reglementet skulle have, blev stjålet af SS og de kriminelle fanger, der tjente som lejrens politi, og var udstyret med gummiknipler, de kunne gå løs på de forsvarsløse russere med. Tusinde mand blev spærret inde i en barak med plads til 400. Al lufttilførsel blev lukket. Det stank, og kondensen flød ned ad væggene. Næste dag blev sovjetterne jaget nøgne ud i kulde og sne. Hver morgen lå ligene opstablet ved krigsfangelejrens indgang. De sidst ankomne måtte slæbe de døde væk. Efter at Molotov intervenerede i 1942, blev forholdene dog forbedret. Sovjetterne fik derefter den samme, omend kummerlige, ration som andre fanger; de fik køjer; og der blev sat ovne ind i barakkerne.
Der var ca. 200 danske og ca. 2.500 norske fanger i lejren, heriblandt de senere norske statsministre Einar Gerhardsen og Trygve Bratteli, Odd Nansen (senere medstifter af UNICEF og søn af nordpolsfareren Fridtjof Nansen), samt digteren Arnulf Øverland. Odd Nansen sad som gidsel for kong Haakon 7. og blev behandlet som Ehrenhäftling (= æresfange). Danskernes tillidsmand hed Lars Olsen. Det kunne trække ud, før de danske fanger modtog Røde Kors-pakkerne. Da havde Olsen aftalt med de norske fangers tillidsmænd, at danskerne fik pakkerne, der var adresseret til nordmænd fra det Internationale Røde Kors i Schweiz.
Skandinaverne overførtes til Neuengamme i sidste halvdel af marts 1945.

### Kamp om Røde Kors-pakkerne
I sommeren 1943 overtog kommunisterne den interne lejrledelse. De sørgede for, at fangerne fik de Røde Kors-pakker, de tidligere var blevet snydt for: "Vi bliver kraftigt plyndret af tyskerne ved hjælp af SS. Røde Kors sender sild og klipfisk, som vi får lidt af...Den anden pakke fik vi endnu mindre af. Beholdt den en nat, så blev den taget. Uddelt til tyskerne efter appel, vi så på det." Den nye lejrledelse dannede også en ulovlig organisation, der prøvede at hjælpe de udsultede russiske krigsfanger. Først var organisationen rent tysk, men efter krigsudbruddet kom der mange udenlandske fanger til lejren, og den blev til en international komité. Lejrens mange udekommandoer muliggjorde også kontakt med civile tyske antinazister. Nordmændenes nye, kommunistiske barakchefer var tyskerne Heinz Bartsch og Herbert Bender. I Sachsenhausen var det altafgørende, at man kunne stole på hinanden, og de udpegede derfor tre norske kommunister til nordmændenes tillidsmænd, Kristian Mugaas, Carsten Aasebøe og Kåre Hagen. Bartsch bad de norske fanger om at måtte give deres overflødige Røde Kors-pakker til russere.
Mugaas, Aasebøe og Hagen byttede overskydende pakker med varer og tjenesteydelser, de norske fanger havde brug for. En del pakker blev også givet som hjælp til tuberkulose-barakken og den sovjetiske krigsfangelejr. "Æresfangen" Odd Nansen, kaptajn Arvid Johansen, der havde deltaget i vinterkrigen, og antikommunisten Leif Jensen var misfornøjede med tillidsmænd, der ikke var valgt på demokratisk vis, men udpeget af kommunister. Også nogle kristne og medlemmer af Det Norske Arbeiderparti var kommunisternes modstandere. De oprettede 17. maj-komiteen for at få fjernet Mugaas, Aasebøe og Hagen, og indsætte Odd Nansen i stedet.
Der forelå en specialordre fra Gestapo i Berlin om, at norske fanger skulle have egne tillidsmænd. Odd Nansen ønskede en afstemning blandt nordmændene om de virkelig skulle hjælpe russerne med madpakker. Da Gestapo havde overladt den interne lejrledelse til kriminelle, mente kaptajn Johansen, at nordmænd kunne forhandle med dem om en ordning med en norsk ledelse af barakkerne. Andre protesterede mod at indlade sig på at forhandle med lejrens værste banditter. Sensommeren 1944 skrev Nansen og kaptajn Johansen alligevel et angiverbrev til lejrledelsen, hvor de kaldte sig Den norske komité og stærkt advarede mod norske medfanger, der var kommunister, og som de ønskede interneret. Sådan gav de den asociale lejrchef Samuel Kuhnke et godt grundlag for at skaffe sig magt over nordmændenes Røde Kors-pakker. I oktober 1944 afsatte han Mugaas, Aasebøe og Hagen som tillidsmænd, og troppede næste dag op og forlangte at få ti pakker fra Sverige udleveret. Dem fordelte han blandt kriminelle fanger, der havde meldt sig til tjeneste på Østfronten. Nogle dage senere blev Kuhnke selv dømt af SS og sendt til Mauthausen, og Kurt Bayer fortsatte som eneste lejrchef. De norske fangers nye tillidsmænd måtte blot se til, da han tog 150 pakker fra Danmark og fordelte dem blandt kriminelle fanger, der havde meldt sig til fronttjeneste.
Den 1. februar 1945 var de tre norske tillidsmænd tilbage i Sachsenhausen og stod for tur til at blive skudt, da angreb samme nat fra den fremrykkende Røde Armé forårsagede, at de i næste dag blev sendt til Bergen-Belsen, der var en ren udryddelseslejr. Her blev alle tre smittet af tyfus og døde. Angiverbrevet fra medfanger i Den norske komité blev af mange nordmænd anset som den virkelige grund til, at de blev sendt i den visse død. Statsminister Gerhardsen oprettede en "æresret" i Oslo, der den 6. april 1946 anklagede fire nordmænd, deriblandt Nansen og Johansen, for at være medskyldige i tillidsmændenes død. Vigtige vidner blev aldrig indkaldt. De fire blev frikendt som ofre for "løse rygter", og sagen blev dysset ned. Sagsdokumenterne blev også fjernet fra regeringsadvokatens kontor.

### Sygebarakkerne
Mange blev henrettet eller døde som følge af organiserede, brutale, medicinske eksperimenter: fanger fik påført dødelige sygdomme og blev udsat for sennepsgas. Syge fanger fik i begyndelsen ingen lægebehandling, men tyskerne var bange for smitsomme sygdomme og indrettede nogle barakker til sygehus, kaldt Revier (= revir). Der fandtes læger blandt fangerne, men de fik ikke lov til at praktisere før i 1942, da behovet for tvangsarbejdere voksede. Der fandtes dog hverken medicin eller udstyr. For eksempel blev Revier 5 drevet af fire tyske voldsforbrydere. I det ene værelse var der af hensyn til inspektioner fra Røde Kors senge med hvide lagner; men på det pæne toilet blev ligene stablet op om natten. På værelserne bagved var der kun køjer, i tre lag med op til fem fanger i hver. De var strøet med halm, der var fyldt af opkast, urin og afføring, fordi fangerne var for svage til at rejse sig. Der blev ikke gjort rent, og stanken var forfærdelig. Det lykkedes de norske fangers kontaktmand, læge Sven Oftedal, der blev socialminister i Norge efter krigen, gradvis at forbedre forholdene, så mange af fangerne fik pleje og omsorg i sygebarakkerne. Derved faldt dødsprocenten i hele lejren.

### Verdens største falskmøntneri
I 1943 blev en tysk spion arresteret i Edinburgh med en kuffert fuld af "de fineste falske sedler, de nogensinde havde set i Bank of England". Banken blev ret hurtigt klar over, at falskmøntneren var den tyske regering, og at sedlerne udgjorde en fare for Storbritanniens kreditværdighed. Ingen har oversigt over, hvor mange falske sedler, der var i omløb, men så sent som i august 1959 blev 250.000 pund i fejlfrie fempundssedler samlet op fra bunden af Toplitz-søen i Østrig. Himmlers plan var at kaste dem ned fra fly over London for at skabe en inflation, der ville ødelægge britisk økonomi fuldstændigt. I 1940 havde han oprettet afdeling 6-F-4, der fra 1942 blev ledet af major Bernhard Krüger. Aktion Bernhard gik ud på at samle de dygtige fagfolk, der som jøder allerede var tyskernes fanger, i Block 19 i Sachsenhausen, og dér sætte dem til forfalske pundsedler. I dag regnes Aktion Bernhard som det største falskmøntneri nogensinde. Sedlerne måtte se brugte ud, helt ned til knappenålshullerne, man fandt i engelske sedler, fordi engelske bankfolk bundtede dem sammen med knappenåle i stedet for med elastik. Arkene kom i kasser på 100-160 kg, og af hvert ark blev der otte sedler. Papiret blev nøje gransket af en ekspert. I årene 1942-45 fik tyskerne på denne måde fremstillet 132 millioner falske pund – svarende til cirka femten procent af ægte pund i omløb. Ved krigsafslutningen var det også lykkedes jøderne at fremstille en nøjagtig kopi af den amerikanske 50-dollar-seddel, hvilket eksperterne ellers anså som umuligt.
Blandt forfalsknerne var den norske jøde Moritz Nachtstern, der blev arresteret i Oslo i oktober 1942 og sendt mod syd med 700 andre norske jøder på slaveskibet Donau. Det sidste falskmøntnerfangerne foretog sig, inden de blev evakueret fra Sachsenhausen, var at brænde de falske sedler. På det tidspunkt var 140 jøder beskæftiget med falskneriet; fra København ankom bankmanden Hoffgaard, der kun var kvartjøde, men arresteret på grund af flugtforsøg til Sverige, og sendt til Block 19 simpelthen fordi han som dansker var berettiget til Røde Kors-pakker, som lejrledelsen var interesseret i at få fat i. Om de falske sedler sagde Hoffgaard: "Sikke sedler, de ville være gået som nybagt wienerbrød i min bank." Ifølge undersøgelser foretaget af Adolf Burger, en af de få overlevende efter Aktion Bernhard, blev den britiske regering efter krigen nødt til at erklære alle fem- og tipundssedler ugyldige. Efter Burgers overslag stammede cirka fyrre procent af alle tipundssedler i omløb fra falskmøntnerværkstedet i Sachsenhausen.

## Dødsmarcherne
Mellem 1.500 og 6.000 fanger omkom, da cirka 33.000 fanger blev tvunget ud på dødsmarch ved lejrens evakuering påbegyndt 21. april 1945. De, der faldt om på grund af udmattelse, blev skudt af SS. Omkring 3.000 syge fanger, herunder sygeplejersker og læger, forblev i hovedlejren og blev befriet af sovjetiske og polske soldater. Civile tyske kvinder fra Oranienburg blev af de allierede beordret til lejren for at pleje de fanger, der var for syge til at flytte.

## Sachsenhausen-processen
Sachsenhausen-processen fandt sted fra 23. oktober til 1. november 1947 ved en sovjetisk militærdomstol i Østberlin. Lejrens sidste kommandant, Anton Kaindl, samt tolv mænd fra hans stab og tre andre stod tiltalt for krigsforbrydelser. I centrum stod massemordet på sovjetiske krigsfanger i efteråret 1941. I modsætning til andre sovjetiske processer mod nazistiske krigsforbrydere, blev denne ført i fuld offentlighed. Det var dog kun et spil for galleriet styret fra Moskva. De anklagede læste tilståelser op, der var forfattet på forhånd, og vidner kom ikke til orde. Bortset fra to, der fik femten års fængsel, blev resten af de anklagede idømt livsvarigt tvangsarbejde og sendt til tvangsarbejdslejren Gulag Workuta. Seks af dem døde der, deriblandt Kaindl.

## Sovjetisk fangelejr 1945–1950
Efter krigens afslutning blev lejren brugt af de sovjetiske besættelsestropper som fangelejr fra 1945 til 1950 under betegnelsen "speciallejr nr. 7" (lejrens nummer senere ændret til nr. 1). Sovjetisk arkivmateriale viser, at SS-personale og belastede nazister var i mindretal i lejren. Tværtimod havde besættelsesmagten benyttet anledningen til at indespærre politiske modstandere, som socialdemokrater og kritiske kommunister. Mellem 15 og 30 procent af fangerne var teenagere. Et typisk eksempel var Gisela Gneist (født 1930) fra Wittenberg. Som femtenårig blev hun angivet, arresteret og i 1946 overført til Sachsenhausen. Hendes "forbrydelse" var at nægte at være medlem af den kommunistiske ungdomsbevægelse, fordi gruppelederen var tidligere leder af Hitlerjugend.
De sovjetiske interneringslejre i den sovjetiske besættelseszone blev overtaget af den nyoprettede østtyske stat DDR i marts 1950, der afviklede lejren. Ved Sachsenhausens overlevering i marts 1950 var af 60.000 fanger omkring 12.000 døde af underernæring og sygdom, dvs. en femtedel.

## Mindesmærke og museum
På initiativ af tidligere fanger besluttede centralkomitéen i SED, det østtyske kommunistparti, i 1955 at oprette tre nationale mindesmærker, nemlig Sachsenhausen, Ravensbrück og Buchenwald. Vesttyskland var samme år blevet anerkendt som suveræn stat med sit eget militærvæsen, og Østtyskland ønskede at markedsføre sig som en antifascistisk fredsforkæmper. Sachsenhausen blev indviet den 23. april 1961, seksten år efter lejrens befrielse og samtidig med retssagen mod Adolf Eichmann i Jerusalem. En række gæster fra Vesten var inviteret, og Oranienburg var pyntet og udstyret med et ekstra varer i forretningerne. Cirka 100.000 mennesker fra tyve forskellige lande var til stede ved åbningsceremonierne. Walter Ulbricht sagde i sin tale: "Mennesker med forskellige verdenssyn førte en enestående opofrende kamp mod det blodige Hitler-regime og reddede dermed den tyske nations fremtid." Han kritiserede samtidig Vesttyskland for at have tidligere nazister i ledende samfundsstillinger. Mens Sachsenhausen var det tredje antifascistiske mindesmærke, der blev åbnet i Østtyskland, åbnede Vesttyskland sit første, Dachau, så sent som i 1965. Vesttyske myndigheder viede knapt åbningen af Sachsenhausen nogen opmærksomhed og var mere optaget af fortielsen om tiden som sovjetisk interneringslejr. Blot fire måneder senere blev Berlinmuren rejst.
Efter Tysklands genforening blev lejren overdraget til en fond, der åbnede lejren som museum. Flere bygninger er blevet sat i stand, blandt andre lejrens indgang, krematorieovnene og lejrbarakkerne.
Museet for jødiske fanger i Kleines Lager blev brændt ned efter et nazistisk attentat i 1992, men er genopbygget. Ugen før ildspåsættelsen besøgte den israelske statsminister Yitzhak Rabin mindestedet og holdt en tale om bekæmpelse af racisme. Hans besøg knyttede lejren til jødeforfølgelserne og ikke blot den fælleseuropæiske modstandskamp, som Østtyskland havde betonet. Først tre dage efter branden mødte politiet frem. To arrestationer blev først foretaget, efter at en politimand tilfældigt havde hørt en mand på en kro prale af, at han havde deltaget i angrebet. Først to måneder senere gik politiet videre med sagen, hvorefter de mistænkte tilstod, at de sammen med flere skinheads havde kastet hjemmelavede molotovcocktails på den ene barak. Manglende efterforskning, ændrede forklaringer og en statsadvokat på ferie førte i oktober 1993 til frifindelse. Så greb Bundesgerichtshof, Tysklands øverste retsmyndighed, ind, og i 1995 blev gerningsmændene idømt korte fængselsstraffe, under henvisning til, at de ikke havde bragt menneskeliv i fare. Mindestedets direktør, Günter Morsch, beskrev udfaldet som "en tragedie for tysk retsvæsen".
I 1996 blev det kendt, at tidligere fanger fra den sovjetiske interneringslejr planlagde at markere Hans Heinzes 101-årsdag. Heinze var en af lægerne, der havde hjulpet mange af sine medfanger. Imidlertid var han medlem af NSDAP allerede fra 1933, og fra 1939 direkte medvirkende til oprettelsen af T4, nazisternes eutanasiprogram. Der kom derfor stærke reaktioner på planerne. I december 2001 åbnede udstillingen om interneringslejren, selv om det russiske udenrigsministerium protesterede mod, at "fascismens forbrydelser og den sovjetiske besættelsesmagts handlinger sidestilles". Modsat protesterede ofrene for Stalins terror mod en "ufarliggørelse" af den sovjetiske lejr og de forfærdelige forhold fangerne havde levet under.